# Daria coenosella
Daria coenosella är en fjärilsart som beskrevs av Émile Louis Ragonot 1888. Daria coenosella ingår i släktet Daria och familjen mott. Inga underarter finns listade i Catalogue of Life.